# Mackworth Rock
Der Mackworth Rock ist ein Klippenfelsen im Archipel der Biscoe-Inseln vor der Westküste der Antarktischen Halbinsel. In der Pendleton Strait liegt er 3 km nördlich des Kap Leblond der Lavoisier-Insel.
Luftaufnahmen der Falkland Islands and Dependencies Aerial Survey Expedition (1956–1957) dienten seiner Kartierung. Das UK Antarctic Place-Names Committee benannte den Felsen 1960 nach dem britischen Physiologen Norman Mackworth (1917–2005), dem 1953 der erste zweifelsfreie Nachweis der Akklimatisation des Menschen an Kälte gelang.